# SSX (série)
Snowboard Supercross (mais comumente conhecido como SSX) é uma série de snowboard e esqui (adicionado no On Tour) de videogames publicado pela EA Sports BIG. É um arcada-estilo de jogo de corrida do que com cursos de vida maior. A jogabilidade básica de cada edição muda um pouco.

## Jogabilidade
Os jogos da série tem cada um suas próprias estatísticas e estilo de embarque. Um curso é selecionado e é dado ao jogador a opção de correr para baixo do curso ou participando de um concurso para fazer truques.
Cada curso é cheio de rampas, trilhos (ou rolimã) e outros objetos diversos. Os truques enchem a barra de impulso do jogador, que pode então ser usada para a aceleração adicional, fazendo truques é ainda mais importante em uma corrida. Os jogadores também têm a opção de praticar ou explorar os cursos na modalidade "freeride".
SSX Tricky apresentou "Uber Tricks", truques absurdamente exagerados. O jogador ganha acesso a uber tricks durante o jogo depois de encher a barra de adrenalina, realizando seis Uber Tricks o jogador ganha impulso ilimitado para o resto da corrida.
SSX 3 introduziu um intermediário, segundo conjunto de Uber Tricks. Cada personagem tem um Uber Trick associado. O sistema de impulso ilimitado foi ajustado para onde você simplesmente tinha de completar 9 Uber tricks para obter o bônus de impulso, mas agora tem um limite de tempo, e depois que expira, você deve refazer a segunda camada para recuperar impulso ilimitado. Certas combinações de spins, flips, truques e Uber resultou em "Monster Tricks", vale mesmo mais pontos do que uber tricks, a captura foi que você teve que memorizar a combinação (Triple Backflip Superman, por exemplo), e a combinação tinha que ser desbloqueada através de determinados objetivos no jogo, como ficar em um trilho de 120 metros.
Em SSX On Tour "Uber Tricks" são apresentados como "Monster Tricks", embora a maioria deles se parecem com o mais avançado Uber Tricks, e são muito mais fáceis de executar do que o Monster trick de SSX 3. Nos títulos anteriores, o SSX usou o truque principal nos botões (o botão de ajuste para os títulos posteriores) para executar Uber tricks, os Monster tricks são realizadas através de combinações de direções na qual entrou na alavanca analógica direita.
SSX (2012) é o novo título da série anunciado no Spike Video Game Awards e lançado em fevereiro de 2012.

## SSX e SSX Tricky
SSX foi lançado para o seu lançamento apenas para PlayStation 2 em outubro de 2000. SSX foi desenvolvido pela EA Canada, SSX Tricky pela EA Sports. SSX Tricky foi lançado 5 de novembro de 2001 para PlayStation 2, GameCube, Game Boy Advance e Xbox. SSX Tricky foi tão parecido com o original que muitos consideraram uma atualização ao invés de uma sequencia.
No SSX e no SSX Tricky, ganhando medalhas em uma variedade de eventos desbloqueia novos cursos, personagens e quadros, bem como melhorar as habilidades do inquilino. Novos equipamentos podem ser obtidos através do preenchimento do "livro truque" de um personagem, fazendo uma série de truques específicos durante o jogo.
Os cursos em ambos os jogos estão localizados ao redor do mundo, por exemplo: "Tokyo Megaplex" (um curso semelhante a uma gigantesca máquina de fliperama) e "Merqury City" (que tem lugar no centro da cidade). Os snowboarders também vêm de todo o mundo, incluindo Japão e Alemanha, e falam em seu idioma principal.

## SSX 3
SSX 3 foi lançado em 20 de outubro de 2003 em todas as plataformas. Ele foi desenvolvido pela EA Canada.
A mudança mais óbvia para a série é a localização. Nos jogos anteriores, as faixas individuais foram localizados ao redor do mundo. Em SSX 3, todo o jogo acontece em uma montanha, com três picos e várias corridas individuais. AS corridas são designadas como "race", "slopestyle", "super pipe", "big air", ou "back country", e são projetados em conformidade. As faixas estão ligadas, e é possível descer a montanha inteira sem parar.
O sistema de recompensa também está renovada. Embora algumas recompensas ainda são vinculados ao que o jogador recebe medalhas, mais recompensas são ganhas achando escondidas em vários lugares dos picos. Equipamentos, melhorias de status ", personagens ocultos" (modelos de personagens) e a arte do jogo estão todos disponíveis.
Outras alterações incluem a introdução de um segundo nível de "uber tricks", a eliminação de freestyle / BX placas / Alpine em favor de um tipo de placa única, e a eliminação de diferenças estatísticas entre os personagens. Em geral, o jogo enfatiza a personalização muito mais do que nos jogos anteriores, por exemplo, placas diferentes não têm efeitos diferentes sobre a forma como lida com sua placa, permitindo ao jogador escolher o conselho que mais gosta, em vez de a "melhor" placa, estatisticamente.
SSX 3 ofereceu também jogar on-line, uma vez em um hall de entrada, um jogador poderá iniciar uma partida contra o jogador 2 nos eventos; Slopestyle, Halfpipe, ou Race. No entanto, no início de 2006, a Electronic Arts fechou esta opção pela resolução de todos os servidores designados para os jogos da EA lançados durante e antes de 2005.

## SSX Out of Bounds
SSX Out of Bounds foi lançado no N-Gage em 24 de janeiro de 2005. É uma parte da parcela do console SSX 3, mas reduzido para a mão. O jogo apresenta capacidade multiplayer através de Bluetooth.

## SSX On Tour
SSX On Tour (título de trabalho: SSX 4) é o quarto título da série SSX de jogos de vídeo para o GameCube, PlayStation 2, PSP e Xbox. Foi lançado em 13 de outubro de 2005 na América do Norte.
Ao contrário de seu antecessor, SSX On Tour não tem nenhum jogo online, como o foco principal foi a melhoria da jogabilidade e mapas. Há muitos novos personagens, novos mapas, novos truques e esquiadores. Uma variação principal de outros consoles é a versão GameCube, uma vez que tem personagens da Nintendo e uma faixa especial.
O modo de jogo principal do SSX On Tour, "A Volta", permite ao jogador criar um personagem e selecionar um dos diversos desafios disponíveis em qualquer ponto no tempo. Progredindo através de desafios (incluindo medalhas em eventos) o jogador ganha tanto dinheiro e hype, enquanto o hype avança com o jogador ganhando; o jogador do amador vai ao nível profissional e desbloqueia os desafios mais difíceis.
O On Tour faz várias coisas diferentes das edições anteriores da série, por um lado, os cursos não são mais fechadas, o jogador irá freqüentemente se deparando com outros esquiadores e snowboarders quando joga freeride ou faz pequenos desafios. Além disso, estatísticas não são mais ligados ao caráter, a bordo do personagem ou esquis são o único fator determinante das habilidades do personagem.

## SSX Blur
SSX Blur foi lançado em 27 de fevereiro de 2007 na plataforma Wii. Ele faz pleno uso dos controles de movimento para truques. Uber tricks são realizados por desenhar formas na tela, enquanto sacode / rodadas são realizadas por apenas sacudindo o Wii remote em determinadas direções.
12 personagens estão no jogo, que pode usar esquis ou snowboard. Apenas 4 caracteres estão disponíveis no início do jogo, e os jogadores vão desbloqueando personagens adicionais através do complemento das tarefas. Em comum com SSX 3, o jogo acontece em uma montanha com três picos, e é possível viajar sem escalas a partir do topo do pico mais alto para o fundo das mais baixas.
Todas as pistas de corrida são tomadas a partir de jogos anteriores (SSX3 e SSX On Tour), reunidos para uma nova montanha. SSX Blur oferece menos opções de personalização para os personagens de jogos anteriores do SSX, e os personagens não falam.

## IPhone SSX
IPhone SSX foi originalmente anunciado pela EA Mobile para ser lançado em 2009, mas havia sido adiada para 2010, originalmente. A partir de 12 de fevereiro de 2011, nenhuma nova informação saiu no jogo e nem uma única imagem foi liberada. Poderia ter sido cancelada em silêncio, o desenvolvimento poderia ter sido colocada em espera, ou o jogo poderia ter transferido para tornar-se SSX Deadly Descents. É incerto se o mesmo poderia obter um lançamento.

## SSX (2012)
SSX é o mais novo título da série SSX anunciado no Spike Video Game Awards e lançado em fevereiro de 2012. Conta com ambientes do mundo real mapeadas por satélites da NASA. É lançado em fevereiro de 2012.

## Personagens
| Personagem               | Nacionalidade      | SSX | SSX Tricky | SSX 3 | SSX On Tour | SSX Blur | SSX (2012) | Aparições |
| ------------------------ | ------------------ | --- | ---------- | ----- | ----------- | -------- | ---------- | --------- |
| Mackenzie "Mac" Fraser   | Estadunidense      | Sim | Sim        | Sim   | Sim         | Sim      | Sim        | 6         |
| Moby Jones               | Britânico          | Sim | Sim        | Sim   | Não         | Sim      | Sim        | 5         |
| Elise Riggs              | Canadense          | Sim | Sim        | Sim   | Sim         | Sim      | Sim        | 6         |
| Kaori Nishidake          | Japonesa           | Sim | Sim        | Sim   | Sim         | Sim      | Sim        | 6         |
| Jurgen Angermann         | Alemão             | Sim | Não        | Não   | Não         | Não      | Não        | 1         |
| Jean-Paul "JP" Arsenault | Francês            | Sim | Sim        | Não   | Não         | Sim      | Não        | 3         |
| Zoe Payne                | Estadunidense      | Sim | Sim        | Sim   | Sim         | Sim      | Sim        | 6         |
| Hiro Karamatsu           | Japonês            | Sim | Não        | Não   | Não         | Não      | Não        | 1         |
| Edward "Eddie" Wachowski | Estadunidense      | Não | Sim        | Não   | Não         | Não      | Sim        | 2         |
| Marisol Diez Delgado     | Venezuelano        | Não | Sim        | Não   | Não         | Não      | Não        | 1         |
| Seeiah Owens             | Estadunidense      | Não | Sim        | Não   | Não         | Não      | Não        | 1         |
| Luther-Dwayne Grady      | Estadunidense      | Não | Sim        | Não   | Não         | Não      | Não        | 1         |
| Psymon Stark             | Canadense          | Não | Sim        | Sim   | Sim         | Sim      | Sim        | 5         |
| Broderick "Brodi" Ford   | Estadunidense      | Não | Sim        | Não   | Não         | Não      | Não        | 1         |
| Martin "Marty" Stieber   | Alemão             | Não | Sim        | Não   | Não         | Não      | Não        | 1         |
| Allegra Sauvagess        | Estadunidense      | Não | Não        | Sim   | Sim         | Sim      | Não        | 3         |
| Griffin Simmons          | Estadunidense      | Não | Não        | Sim   | Não         | Sim      | Sim        | 3         |
| Nate Logan               | Estadunidense      | Não | Não        | Sim   | Sim         | Não      | Não        | 2         |
| Viggo Rolig              | Sueco              | Não | Não        | Sim   | Não         | Não      | Não        | 1         |
| Skye Simms               | Australiano        | Não | Não        | Não   | Sim         | Sim      | Não        | 2         |
| Tyson Logan              | Estadunidense      | Não | Não        | Não   | Sim         | Não      | Não        | 1         |
| Sid                      | Japonês            | Não | Não        | Não   | Sim         | Não      | Não        | 1         |
| Felix Lévesque           | Francês, Canadense | Não | Não        | Não   | Não         | Sim      | Não        | 1         |
| Maya Nolet               | Inuit Canadense    | Não | Não        | Não   | Não         | Sim      | Não        | 1         |
| Tane Mumea               | Fijiano            | Não | Não        | Não   | Não         | Não      | Sim        | 1         |
| Alex Moreau              | Francês            | Não | Não        | Não   | Não         | Não      | Sim        | 1         |
| Ty Thorsen               | Norueguês          | Não | Não        | Não   | Não         | Não      | Sim        | 1         |